# Saulcy (Svizzera)
Saulcy (toponimo francese) è un comune svizzero di 265 abitanti del Canton Giura, nel distretto di Delémont.

## Monumenti e luoghi d'interesse

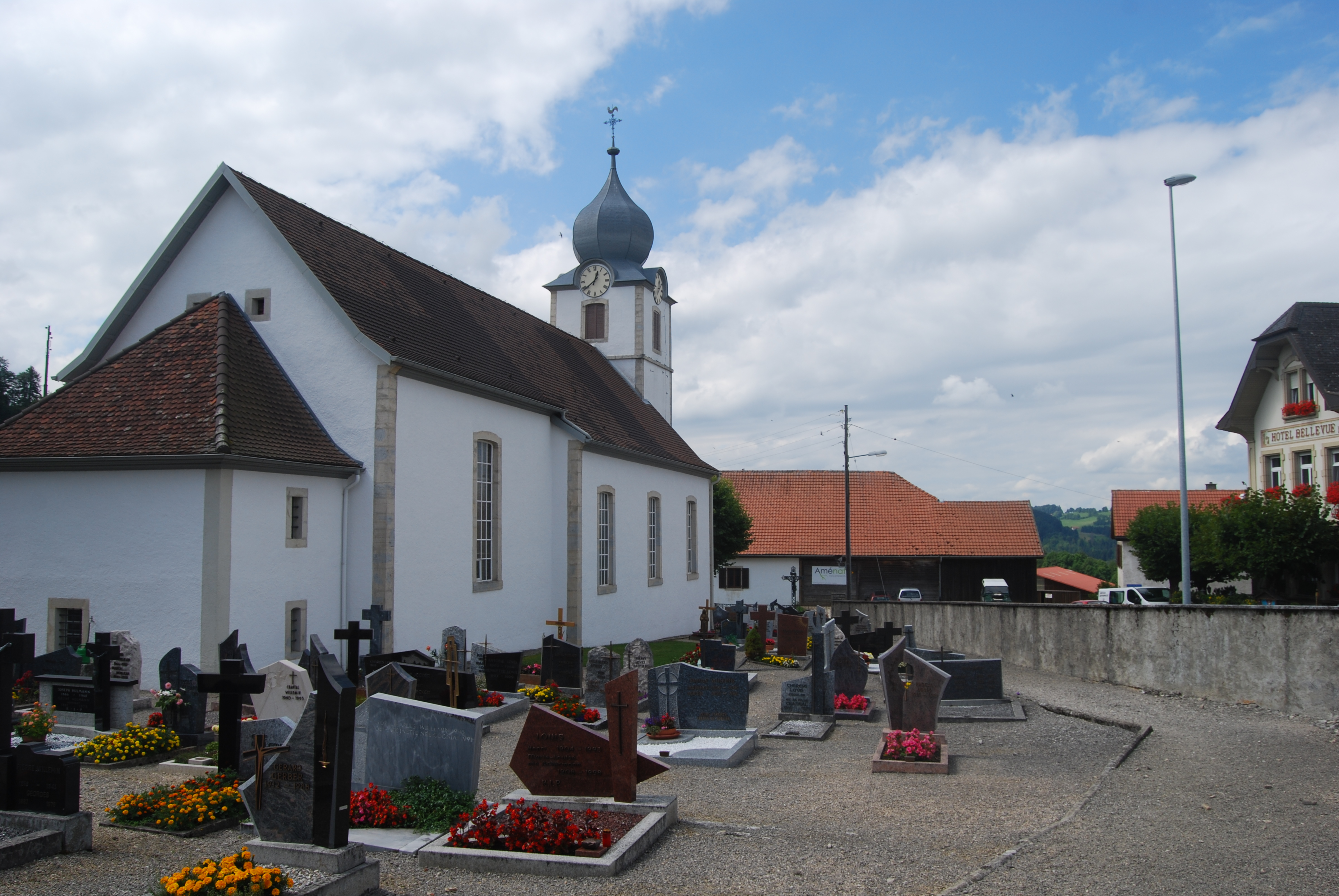
La chiesa di Sant'Antonio da Padova

- Chiesa cattolica di Sant'Antonio da Padova, eretta nel 1819-1821[1];
- Cappella cattolica della Santissima Trinità in località La Racine, eretta nel 1979-1981[1].

## Società

### Evoluzione demografica
L'evoluzione demografica è riportata nella seguente tabella:
Abitanti censiti

## Infrastrutture e trasporti
Saulcy è servito dall'omonima stazione sulla ferrovia Glovelier-Saignelégier.

## Amministrazione
Dal 1853 comune politico e comune patriziale sono uniti nella forma del commune mixte.